# Sphoeroides greeleyi
Sphoeroides greeleyi es una especie de peces de la familia Tetraodontidae en el orden de los Tetraodontiformes.

## Morfología
Los machos pueden llegar alcanzar los 18 cm de longitud.

## Alimentación
Come invertebrados.

## Hábitat
Es un pez de mar de clima tropical y asociado a los  arrecifes de coral.

## Distribución geográfica
Se encuentra en el Atlántico occidental: desde Honduras hasta Santa Catarina (Brasil ).